# Oediplexia mesophaea
Oediplexia mesophaea är en fjärilsart som beskrevs av George Francis Hampson 1908. Oediplexia mesophaea ingår i släktet Oediplexia och familjen nattflyn. Inga underarter finns listade i Catalogue of Life.